# Cylindropuntia bernardina
Cylindropuntia bernardina, conocida comúnmente como cholla de Baja California, es una especie de planta suculenta perteneciente al género Cylindropuntia, dentro de la familia Cactaceae. Se distribuye desde el suroeste de California (Estados Unidos) hasta el noroeste de México (concretamente en el norte del estado mexicano de Baja California).

## Descripción
Cylindropuntia bernardina es una especie de cactus que crece como un arbusto o pequeño árbol muy ramificado de hasta 3 m de altura. Los tallos son erectos, articulados y están formados por segmentos firmemente adheridos. Cada uno de ellos mide de 16 a 40 cm de largo y de 1,7 a 4 cm de diámetro. Su forma va de cilíndrica a algo alargada y tienen tubérculos de 1,6 a 3,5 cm de ancho y menos de 0,7 cm de alto.

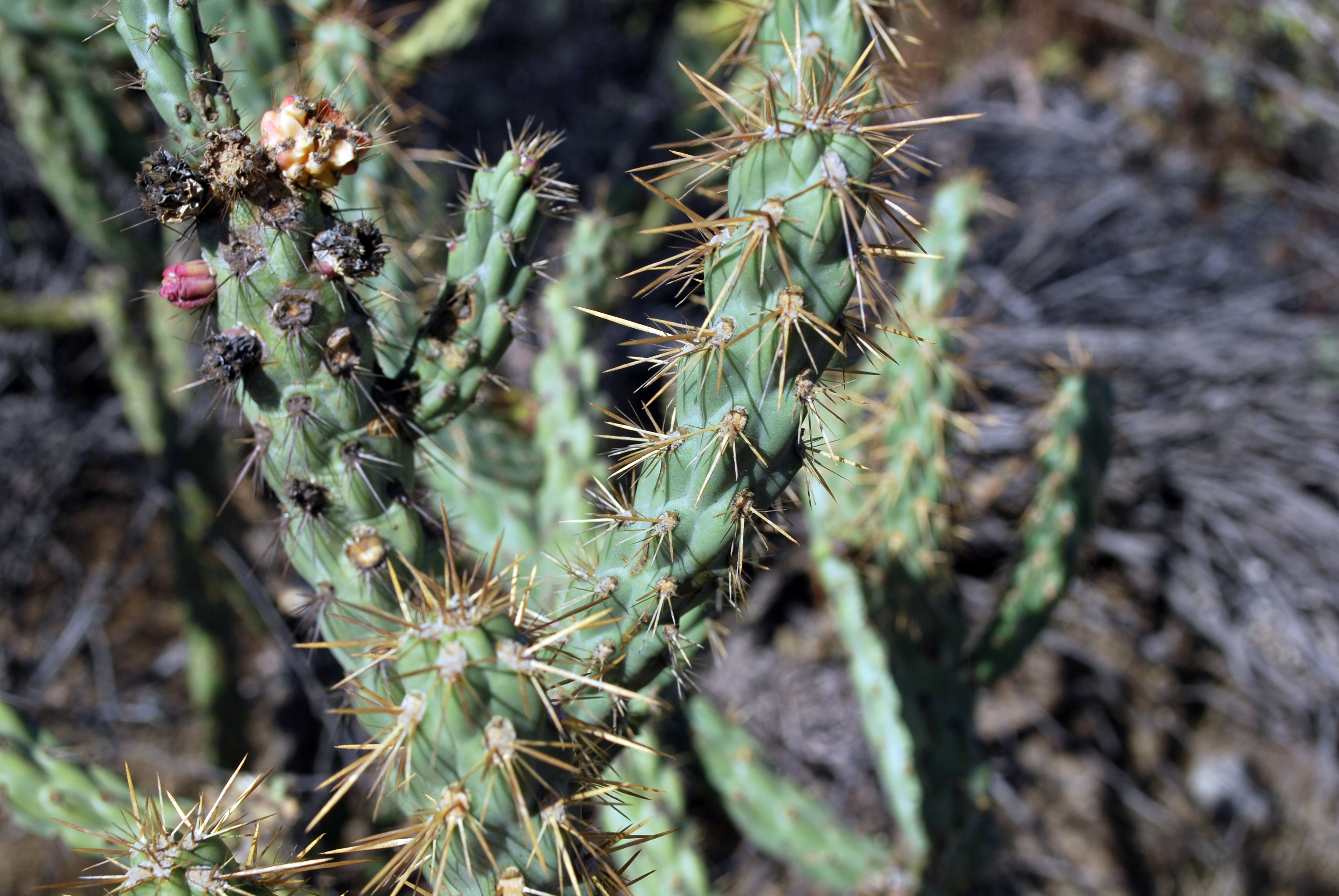
Detalle de las espinas

Sobre los tallos se asientan areolas que poseen gloquidios y espinas cubiertas por una vaina epidérmica translúcida que parece de papel y su color va de blanco a marrón dorado.
Las flores son de color amarillo con las puntas rojas, se abren durante el día (diurnas) y son polinizadas por abejas. Los filamentos son de color verde o amarillo y el estigma es de color crema a amarillo. 
Los frutos son de color verde a amarillo y tienen una textura entre coriácea y seca. Presentan pocas o ninguna espina y contienen en su interior semillas aplanadas de unos 7 mm de longitud.

## Distribución y hábitat
El área de distribución nativa de esta especie abarca desde el suroeste de California (Estados Unidos) hasta el noroeste de México (concretamente en el norte del estado mexicano de Baja California).   

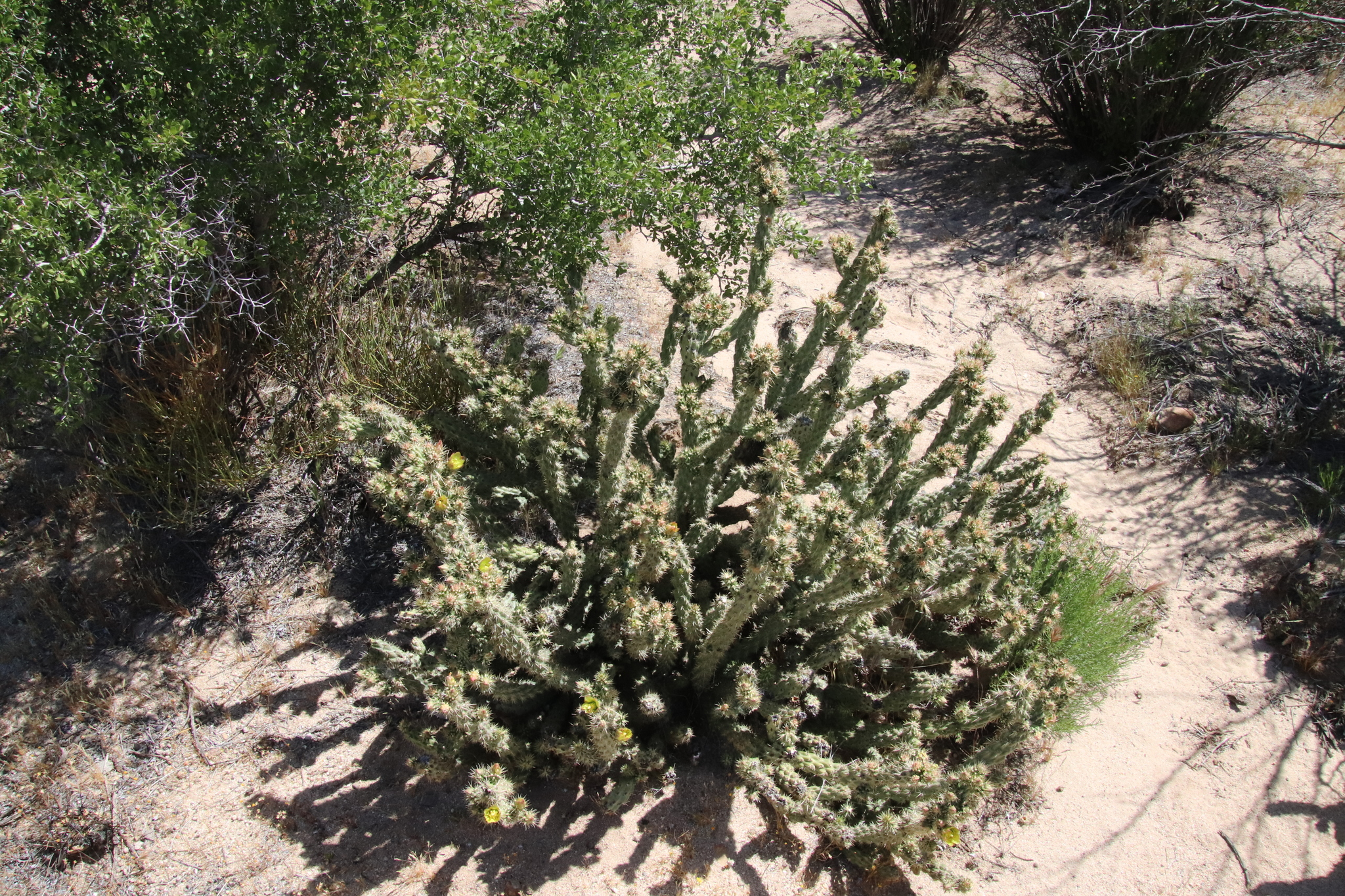
En su hábitat

Crece principalmente en biomas desérticos o de matorrales secos, a elevaciones de 700 a 1900 metros sobre el nivel del mar.

## Taxonomía
La primera descripción de esta especie fue como Opuntia bernardina, publicada en 1892 por los botánicos George Engelmann y Samuel Bonsall Parish en la revista científica Bulletin of the Torrey Botanical Club 19: 92.
Posteriormente, los botánicos Marc A. Baker, Michelle A. Cloud-Hughes y Jon Paul Rebman colocaron la especie en el género Cylindropuntia, pasando a llamarse Cylindropuntia bernardina y anotando estos cambios en la revista científica Haseltonia 25: 13 en el año 2018.
Etimología
- Cylindropuntia: nombre genérico formado por dos palabras: el sustantivo griego kýlindros (que significa 'cilindro') y el género Opuntia, (con el que el género tiene similitudes), haciendo referencia a la forma cilíndrica de los tallos de las plantas.
- bernardina: epíteto geográfico que hace referencia al condado de San Bernardino (California), lugar donde habita la especie.[6]

## Usos

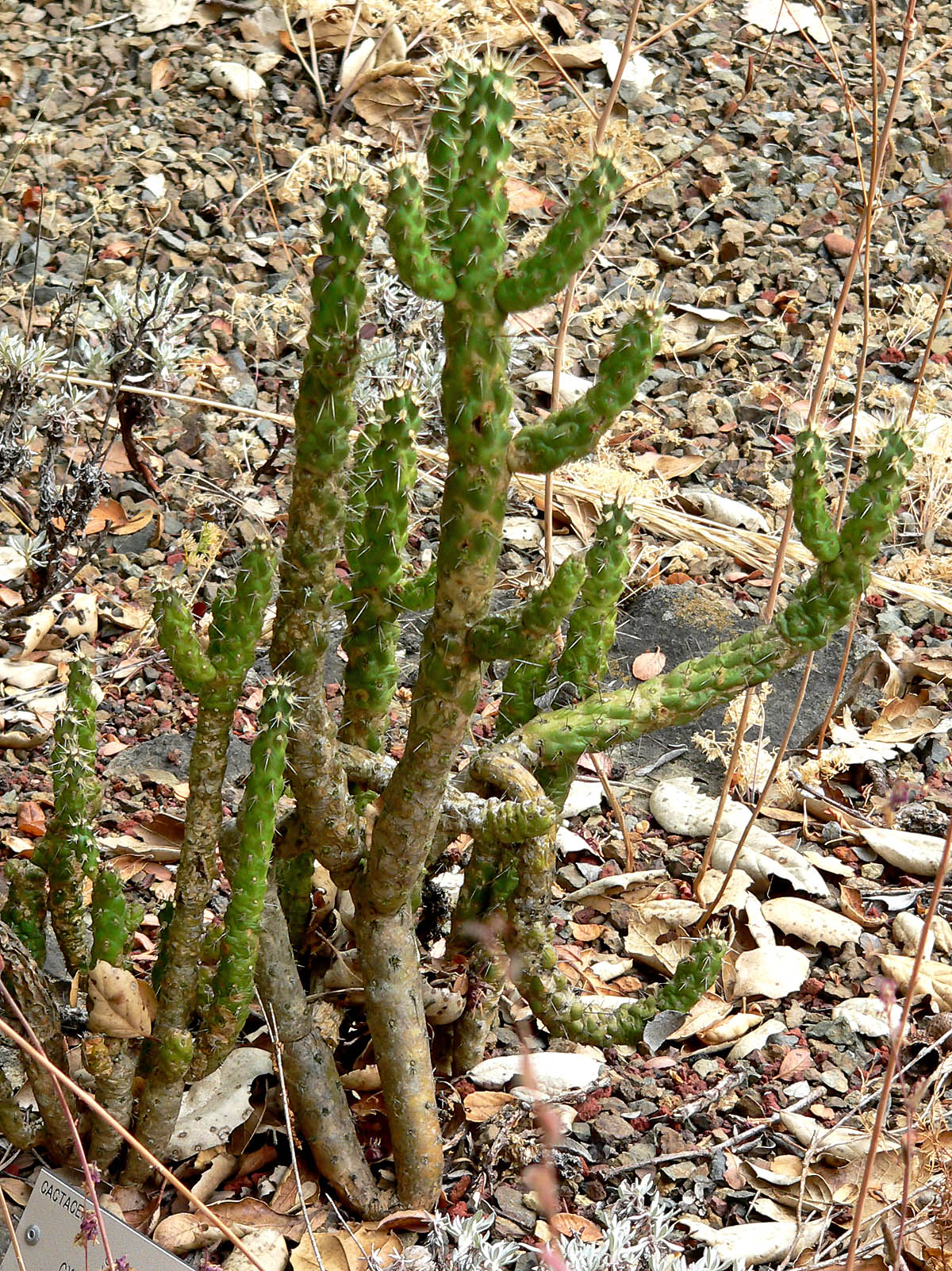
Planta en crecimiento

Se cultiva principalmente como planta ornamental y su propagación se realiza a través de esquejes o semillas.